# Karl-Heinz Holze
Karl-Heinz Holze (* 30. Juni 1930; † 11. Juni 2000) war ein deutscher Fußballspieler (DDR).

## Sportliche Laufbahn
Nach dem Ende des Zweiten Weltkrieges schloss sich Holze der neu gegründeten Sportgemeinschaft Volkspolizei (SG VP) Greifswald an. Mit 19 Jahren wechselte er  1949 in die Landeshauptstadt von Mecklenburg Schwerin, ebenfalls zur SG Volkspolizei, die in diesem Jahr in der zweitklassigen Landesliga spielte.
1950 wurde die dem DDR-Innenministerium unterstehende Zentrale Sportvereinigung Deutsche Volkspolizei gegründet. Als Fußballschwerpunkt der Sportvereinigung wurde Dresden ausgewählt, wo gerade der DDR-Vizemeister SG Dresden-Friedrichstadt aus politischen Gründen zerschlagen worden war. Die SV Dynamo zog im Sommer 1950 40 Spieler aus den Volkspolizei-Gemeinschaften der gesamten DDR in Forst zur Sichtung zusammen und stellte aus ihnen den Kader für die SG Volkspolizei Dresden zusammen, die in der Spielzeit 1950/51 den Platz der SG Dresden-Friedrichstadt in der höchsten DDR-Spielklasse Oberliga einnahm. Zu den ausgewählten Spielern gehörte auch Karl-Heinz Holze, der 20-jährig zum Mannschaftskapitän bestimmt wurde.
Holze spielte als rechter Außenstürmer und bildete mit Günter Schröter (später 39-facher Nationalspieler) ein erfolgreiches Angriffsduo. Da bis 1952 auch ein Kurt Holze bei Dynamo spielte, wurde Karl-Heinz als Holze II in den Spielberichten aufgeführt. Bereits in ihrer ersten Oberligasaison erzielte die neue Dresdener Mannschaft in 34 Spielen 75 Tore und errang den 4. Platz. Nach einem 2. Platz 1951/52 war Dynamo Dresden in der Saison 1952/53 die dominierende Mannschaft im DDR-Fußball und gewann sowohl die Meisterschaft als auch den DDR-Pokal (FDGB-Pokal). Holze absolvierte 31 der 32 Oberligaspiele, erzielte 12 Tore und stand in der Pokalsiegerelf. Mit seinem Siegtor im Meisterschafts-Entscheidungsspiel gegen Wismut Aue (3:2) und seinen beiden Toren in Pokalendspiel gegen Einheit Pankow war er an beiden Erfolgen maßgeblich beteiligt. In der Oberligasaison 1953/54 erzielte Holze erneut 12 Treffer und war damit bester Torschütze seiner Mannschaft, die diesmal auf Rang 3 einkam.
Der 8. Mai 1954 wurde zum Höhepunkt in der Fußballkarriere von Karl-Heinz Holze. Seine hervorragenden Leistungen in der Dresdener Mannschaft veranlassten Nationaltrainer Siegert, Holze im Länderspiel gegen Rumänien einzusetzen. Er spielte auf seiner gewohnten Rechtsaußenposition, konnte aber bei der 0:1-Niederlage in Berlin nicht überzeugen.
Die Spielzeit 1954/55 begannen die Dresdner mit sieben Siegen aus elf Spielen, als Mitte November 1954 die SV Dynamo völlig überraschend den Umzug der Oberligamannschaft von Dynamo Dresden nach Berlin zum neu gegründeten Sportclub Dynamo anordnete. Bereits am 24. November 1954 absolvierte der SC Dynamo Berlin anstelle von Dynamo Dresden sein erstes Oberligaspiel. Am Ende der Saison landeten die Berliner auf dem wenig glanzvollen 7. Platz. Holze war zusammen mit Johannes Matzen mit 13 Treffern erneut Torschützenkönig seiner Mannschaft. Als der SC Dynamo Berlin 1956 aus der Oberliga absteigen musste, hatte Holze 85 Oberligaspiele absolviert und dabei 46 Tore erzielt (44 Sp., 17 T. für Berlin).
Nach dem Oberligaabstieg kehrte Holze 1957 im Alter von 26 Jahren in seine Heimatstadt Greifswald zurück und schloss sich der drittklassigen BSG Einheit an. Auch dort spielte er weiter auf seiner angestammten Rechtsaußen-Position, wurde schnell zum Spiritus Rector der Mannschaft und zum Publikumsliebling. Bereits in seiner zweiten Greifswalder Spielzeit verhalf er Einheit Greifswald  1958 zum Aufstieg in die I. DDR-Liga. Maßgeblich waren seine 32 Tore, die er in den 26 Punktspielen erzielte. Nach der Saison 1964/65 nahm Holze 35-jährig Abschied vom aktiven Fußball, nachdem er in acht Jahren etwa 200 Punkt- und Pokalspiele für die Greifswalder absolviert hatte.